# الحق في بيئة صحية
الحق في بيئة صحية (right to a healthy environment) أو الحق في بيئة مستدامة وصحية (the right to a sustainable and healthy environment ) هو حق من حقوق الإنسان التي تنادي بها منظمات حقوق الإنسان والمنظمات البيئية لحماية النظم الإيكولوجية التي توفر الصحة للإنسان. الحق مرتبط بحقوق الإنسان الأخرى التي تركز على الصحة، مثل حق الإنسان في المياه والصرف الصحي، والحق في الغذاء، وا الحق في الصحة. يستخدم الحق في بيئة صحية نهج حقوق الإنسان لحماية جودة البيئة على عكس النظرية القانونية المطورة لحقوق الطبيعة الذي يحاول توسيع الحقوق التي تم إنشاؤها للبشر أو الكيانات القانونية الأخرى لتشمل الطبيعة.
يخلق هذا الحق التزامًا على الدولة لتنظيم وإنفاذ القوانين البيئية، والسيطرة على التلوث، وبخلاف ذلك توفير العدالة والحماية للمجتمعات المتضررة من المشاكل البيئية. كان الحق في بيئة صحية حقًا مهمًا لإنشاء سوابق قانونية بيئية للتقاضي بشأن تغير المناخ والقضايا البيئية الأخرى.
الحق في بيئة صحية هو جوهر النهج الدولي تجاه حقوق الإنسان وتغير المناخ. تشمل الاتفاقات الدولية التي تدعم هذا الحق إعلان ستوكهولم لعام 1972 ، وإعلان ريو لعام 1992، والميثاق العالمي للبيئة الأحدث. وقد اعترفت أكثر من 150 دولة في الأمم المتحدة بهذا الحق بشكل ما عبر التشريعات أو التقاضي أو القانون الدستوري أو قانون المعاهدات أو أي سلطة قانونية أخرى. [4] المعاهدات الإقليمية الثانية الميثاق الأفريقي لحقوق الإنسان والشعوب، ولاتفاقية الأمريكية لحقوق الإنسان على حد سواء وتشمل الحق في بيئة سليمة. تشير أطر حقوق الإنسان الأخرى ، مثل اتفاقية حقوق الطفل، إلى القضايا البيئية من حيث صلتها بتركيز الإطار ، في هذه الحالة حقوق الطفل
قدم المقرران الخاصان المعنيان بحقوق الإنسان والبيئة جون نوكس (2012-2018) وديفيد بويد (2018 حتى الآن) توصيات حول كيفية إضفاء الطابع الرسمي على هذه الحقوق في القانون الدولي. تمت الموافقة على ذلك من قبل عدد من اللجان على مستوى الأمم المتحدة والمجتمعات القانونية المحلية (مثل نقابة المحامين في مدينة نيويورك ) في عام 2020.